# Moxon-antenne
En Moxon-antenne er en enkel to element radioantenne med en reflektor og en dipolantenne. Moxon-antennen anvendes af radioamatører. Den blev opfundet af Les Moxon, G6XN. 
Antennen er formet som et rektangel og anvender isolatorer midt på begge korte sider af rektanglet. Langsiden med fødepunktet midt på, fungerer som en bøjet dipolantenne sammen med dele af de korte sider. Den anden del af antennen virker som en reflektor. 
Antennen er enkel og billig at lave. Den giver mulighed for at lave en god retningsantenne med høj ydelse på begrænset plads.  
Antennen vil virke som en retningsantenne næsten på samme måde som en Yagi-antenne. Det er målt 30 dB forskel i signalet mellem forenden og bagenden.
Fødepunktet har en impedans på 50 ohm.